# Internationales Verkehrswesen
Internationales Verkehrswesen (bis 1968 Internationales Archiv für Verkehrswesen) ist eine seit 1949 erscheinende verkehrswissenschaftliche Fachzeitschrift, in dem auch peer-reviewte und englischsprachige Artikel erscheinen.
Die erste Ausgabe brachte Hans Baumann im Mai 1949 in Frankfurt am Main heraus. Vorläufer waren die Zeitschriften Verkehrstechnische Woche (bis 1940) und Großdeutscher Verkehr (bis 1944). Im Jahr 1960 wechselte die Zeitschrift nach einer kurzen Unterbrechung den Verlag und erschien ab Oktober bei Dr. Arthur Tetzlaff. Ab 1963 (bis 2015) war die Zeitschrift das Organ der Deutschen Verkehrswissenschaftlichen Gesellschaft. Baumann übergab die Chefredaktion 1966 an Horst Heffele, der sie 1972 an Gerd Aberle weitergab. Der Tatzlaff-Verlag wurde 1974 vom Verlagshaus Hoppenstedt übernommen und später Teil des Deutschen Verkehrsverlags DVV. 1990 ging die Zeitschrift DDR-Verkehr im Internationalen Verkehrswesen auf. Zwischen 2010 und 2012 war Frank Straube Redaktionsleiter, ab 2013 war Eberhard Buhl Chefredakteur. 2015 führte die Zeitschrift erstmals ein Peer-Review-Verfahren und eine englischsprachige Ausgabe unter dem Titel International Transportation ein. Von 2016 bis Ende 2023 erschien die Zeitschrift beim Verlag Trialog Publishers, Seit Januar 2024 erscheint sie im Expert Verlag, einem Unternehmen der Narr Francke Attempto Verlag GmbH & Co. KG.